# Tavarnelle Val di Pesa

Posizione dell'ex comune di Tavarnelle Val di Pesa (1893-2018) all'interno della città metropolitana di Firenze

Tavarnelle Val di Pesa (AFI: /tavarˈnɛlle valdiˈpesa]/) è una frazione del comune italiano di Barberino Tavarnelle, nella città metropolitana di Firenze, in Toscana.
La sua economia si basa su agricoltura, turismo e viticoltura (sin dal 1932 il territorio è compreso nell'area del Chianti; parzialmente nella sottozona Classico e parzialmente nella sottozona Colli Fiorentini). Costituisce la sede comunale del comune sparso di Barberino Tavarnelle.

## Geografia fisica

### Territorio
Il paese di Tavarnelle in Val di Pesa è situato sul crinale di colline a cavallo tra la Val di Pesa e la Val d'Elsa e si trova ad un'altitudine di 389 m s.l.m.

### Clima
Il clima a Tavarnelle, rispetto al Fiorentino prevede estati  più fresche ed inverni più rigidi, a causa della differenza altitudine di circa 300  metri slm che corrisponde ad una differenza di circa 2/3 °C. Nei mesi invernali si possono avere alcune nevicate ma solo occasionalmente  con grande accumulo. Le precipitazioni medie annue sono in linea con quelle del capoluogo Fiorentino e si attestano tra 850 e 900 mm annui.
La stazione meteorologica più prossima al capoluogo è quella di Poggibonsi-Strozzavolpe della quale riportiamo le medie degli ultimi 30 anni: Ovviamente vista la diversa altitudine e distanza non è coerente con il clima di Tavarnelle
| POGGIBONSI STROZZAVOLPE | Mesi | Mesi | Mesi | Mesi | Mesi | Mesi | Mesi | Mesi | Mesi | Mesi | Mesi | Mesi | Stagioni | Stagioni | Stagioni | Stagioni | Anno |
| POGGIBONSI STROZZAVOLPE | Gen  | Feb  | Mar  | Apr  | Mag  | Giu  | Lug  | Ago  | Set  | Ott  | Nov  | Dic  | Inv      | Pri      | Est      | Aut      | Anno |
| ----------------------- | ---- | ---- | ---- | ---- | ---- | ---- | ---- | ---- | ---- | ---- | ---- | ---- | -------- | -------- | -------- | -------- | ---- |
| T. max. media (°C)      | 10,2 | 11,6 | 14,6 | 18,8 | 23,2 | 27,5 | 30,9 | 30,6 | 27,2 | 20,7 | 14,7 | 10,9 | 10,9     | 18,9     | 29,7     | 20,9     | 20,1 |
| T. min. media (°C)      | 0,7  | 1,0  | 3,4  | 6,3  | 9,2  | 13,0 | 15,3 | 14,9 | 12,7 | 8,3  | 5,4  | 2,3  | 1,3      | 6,3      | 14,4     | 8,8      | 7,7  |

- Classificazione sismica: zona 3s (sismicità)
- Classificazione climatica: zona E, 2344 GG
- Diffusività atmosferica: alta, Ibimet CNR 2002

## Storia
Il toponimo Tavarnelle deriverebbe da tabernulae e sembrerebbe indicare il borgo come luogo di tappa su una delle strade minori che collegavano la via Francigena alla via Volterrana. La presenza di un luogo di ristoro è confermata dal catasto del 1427, mentre risulta che nel 1454 un tale Giulio di Francesco del Riccio - Baldi fosse il proprietario di una casa con annessa osteria chiamata Osteria del Lione. Da allora alla metà del XIX secolo risulta attiva una fermata dei postiglioni governativi sulla strada regia romana che collegava Firenze con Roma.
L'abitato di Tavarnelle non fu mai munito di fortificazioni stabili e col tempo si arrivò alla fusione con i vari borghi vicini come il Borghetto, sede del convento francescano, e il Mocale posto sulla strada verso Marcialla.
Lo sviluppo di Tavarnelle avvenne solamente nel XIX secolo grazie allo spostamento verso il suo abitato della strada verso Roma. Infatti nel XVIII secolo venne realizzato sotto il poggio di Fabbrica un ponte in muratura per il passaggio sulla Pesa, passaggio che prima avveniva a guado e che quindi portava i viaggiatori a passare la Pesa sul ponte in pietra della Sambuca e da lì poi raggiungere Siena passando per San Donato escludendo il futuro capoluogo. Oltre alla strada lo sviluppo fu favorito dall'agricoltura tanto che dal 1822 venne istituito il mercato settimanale nella giornata del giovedì.
Amministrativamente il territorio era legato a quello di Barberino Val d'Elsa, tanto da fare parte della Lega che faceva capo a quest'ultimo comune. Lo sviluppo di Tavarnelle portò alla sua indipendenza amministrativa che fu sancita con il Regio Decreto del 18 dicembre 1892. Il 1º maggio 1893 nacque il comune autonomo di Tavarnelle in Val di Pesa.
Nel 1944 il passaggio del fronte della seconda guerra mondiale comportò numerosi danni all'abitato infatti il palazzo municipale venne completamente distrutto. La sera del 23 luglio 1944 i tedeschi in ritirata uccisero 12 civili in località Pratale. Poche ore dopo Tavarnelle Val di Pesa fu liberata da tre compagnie del Battaglione Maori dell'esercito neozelandese. Seguì una rapida ricostruzione e verso la fine del XX secolo il paese conobbe un notevole sviluppo urbanistico favorito dalla posizione tra Firenze e Siena.
Il 31 dicembre 2018 il comune di Tavarnelle Val di Pesa venne riunito a quello di Barberino Val d'Elsa, andando a formare il comune sparso di Barberino Tavarnelle.

### Simboli
Lo stemma e il gonfalone erano stati concessi con decreto del presidente della Repubblica del 25 ottobre 2000.
Il gonfalone era un drappo di bianco.

## Monumenti e luoghi d'interesse

### Architetture religiose
- Chiesa di Santa Lucia al Borghetto, convento francescano, sarebbe stato edificata dopo la visita di San Francesco d'Assisi in Valdipesa nel 1220, anche se la prima notizia documentata risale al 1260. La chiesa annessa, interessante esempio di architettura gotica, consta di un'unica ampia navata con copertura a capriate e scarsella quadrangolare, con volta a crociera illuminata da un'ampia bifora.
- Pieve di San Pietro in Bossolo, chiesa romanica attestata già nel 990 con all'interno opere romane, bizantine e di scuola fiorentina. Deriva il suo nome da in buxula che era il nome con cui negli eserciti romani si definiva la cassa imperiale. Il luogo su cui sorge la chiesa era abitato già dal V secolo, dimostrabile grazie a un'iscrizione qui ritrovata nell'800 risalente al 424.

### Architetture civili

#### Stazione di posta
La stazione di posta era il complesso di edifici adibito alla sosta, al riposo e allo scarico delle merci lungo la strada romana per Siena.
La storia della struttura è strettamente correlata a quella di Tavarnelle.
Il nome stesso del paese allude alle “taverne”, intese come stazioni di servizio lungo le strade. Tavarnelle infatti, rispetto ad altri paesi  vicini come Barberino, è una località di passaggio e non un paese fortificato. Il primo, le cui origini risalgono al XV secolo, è infatti in una posizione strategica per la viabilità dell’epoca, trovandosi a metà strada tra Firenze e Siena. Tavarnelle era, quindi, una “stazione di servizio” sulla strada romana per Siena (impropriamente detta Cassia, benché essa abbia un percorso diverso). I viandanti che giungevano da San Casciano o Poggibonsi potevano scegliere di passare per San Donato, percorrendo un percorso più lungo, oppure passare per Tavarnelle, percorrendo un percorso più breve, ma più dispendioso per i cavalli.

Il paese aveva “taverne”, ovvero stalle (dette “Ortone”); un posto dove scaricare le merci, il “Fondaccio”, il “carratore” (o “carraio”), ovvero un'officina di riparazione; e un albergo.

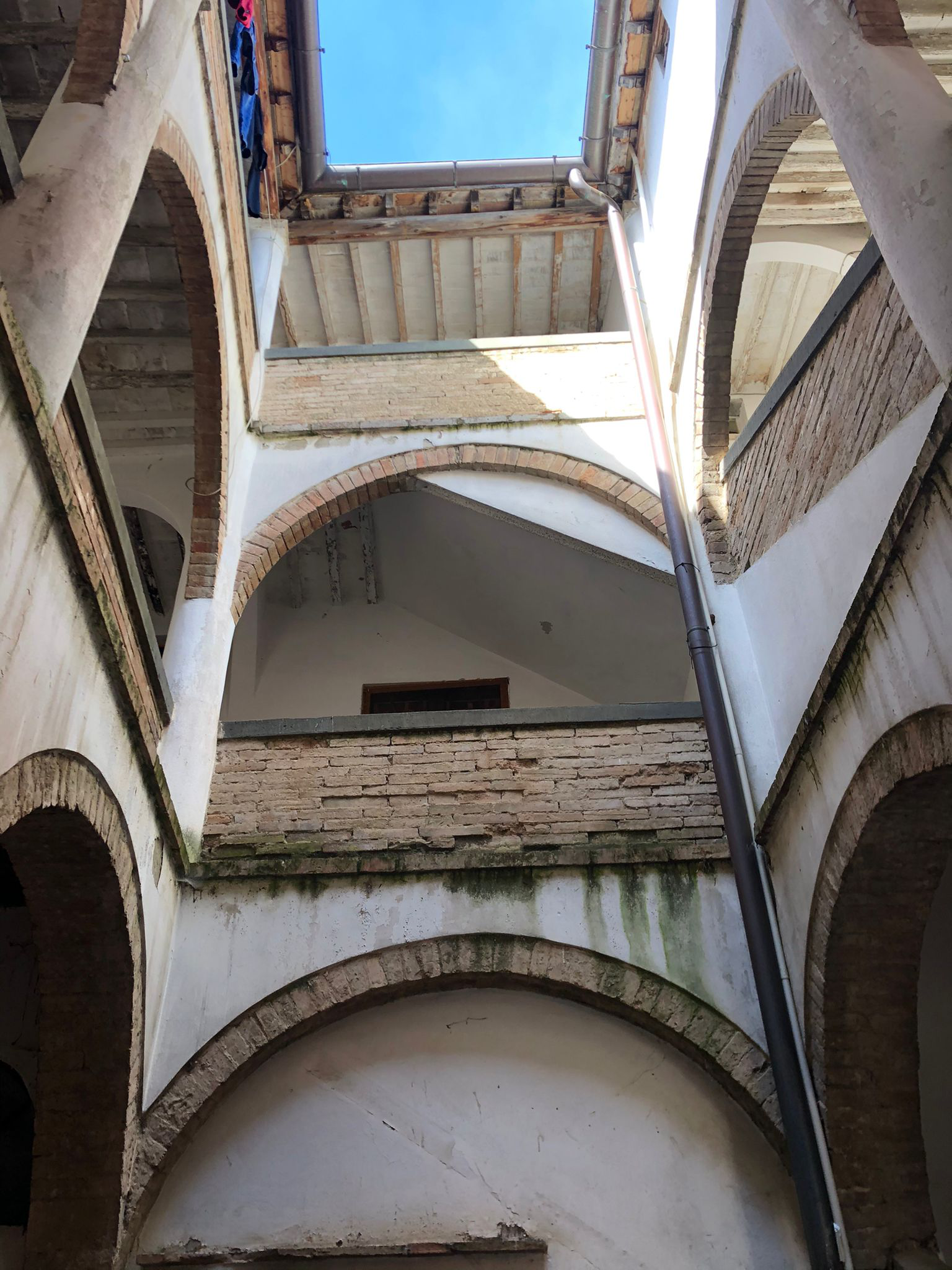
Interno Albergo di Marcialla

##### Albergo

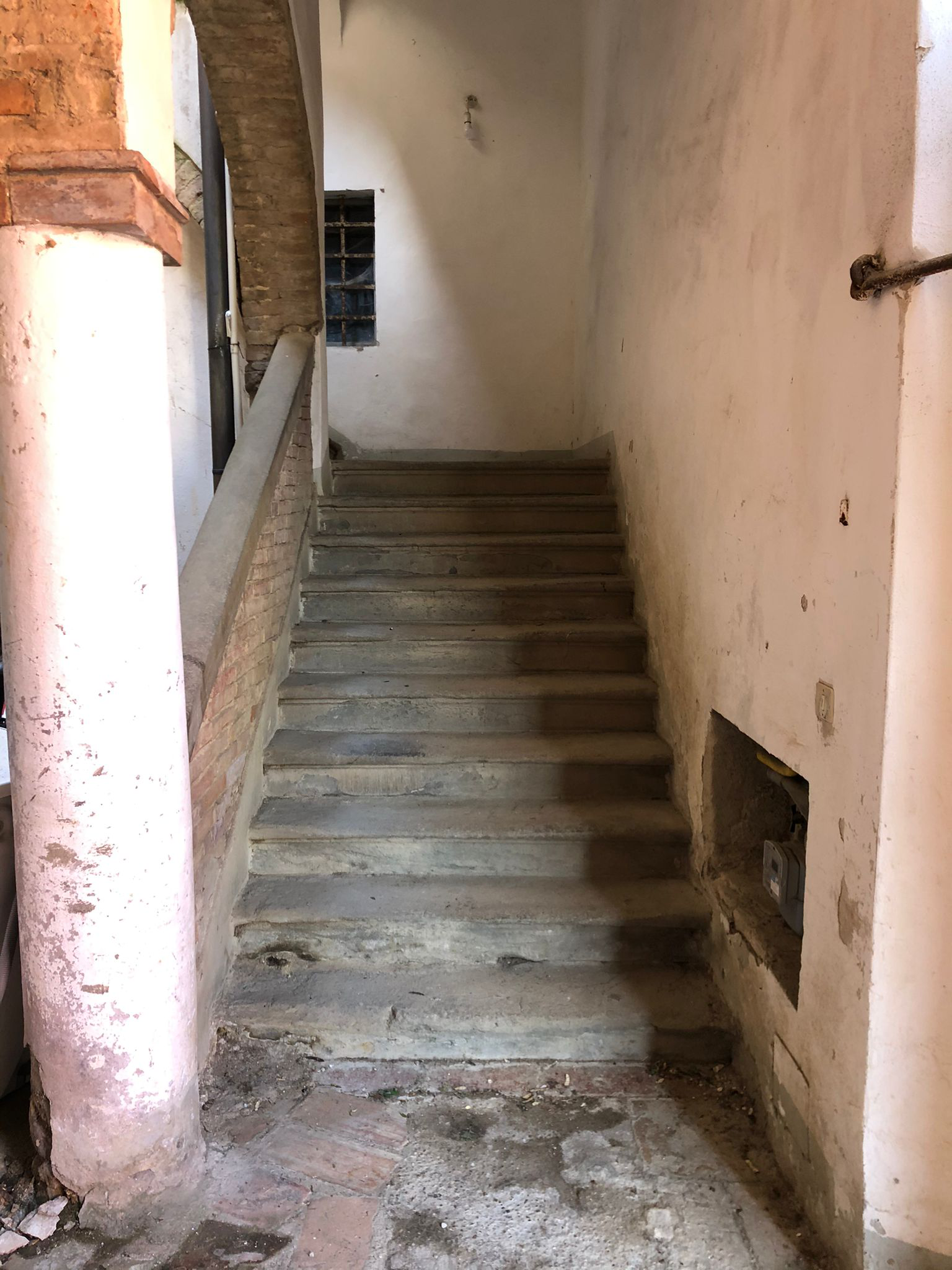
Scale Albergo di Marcialla

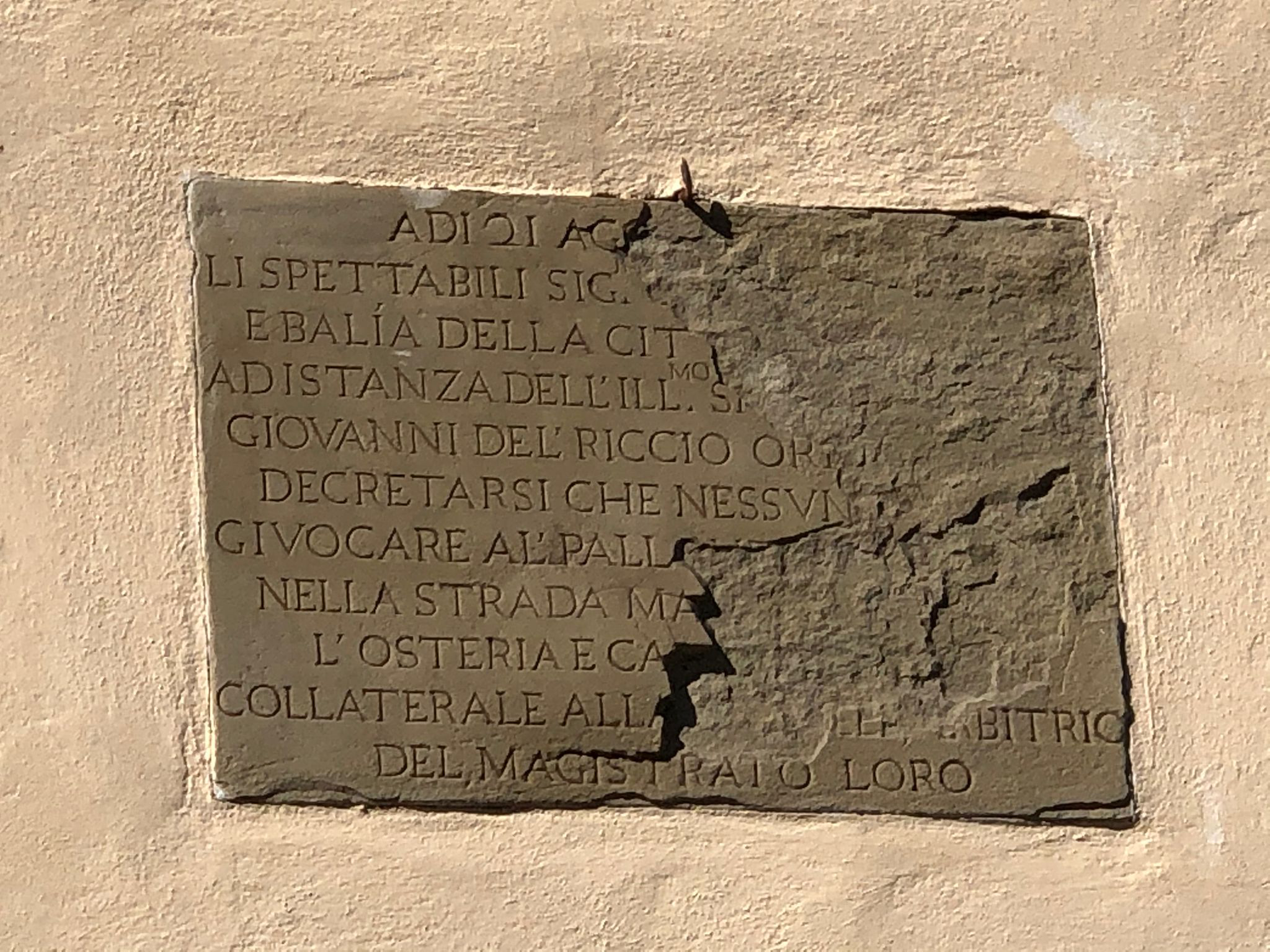
Lapide Otto di Balia

L’albergo, molto diverso da quelli odierni, era fondamentale per dare ristoro e un alloggio ai viandanti. Questo edificio, noto come la Covona, fu dato in gestione a una fattoria di Palazzuolo, territorio esterno rispetto al paese. La struttura funzionava fino a circa 100 anni fa.
Un’altra struttura simile è situata a Marcialla, odierna frazione del comune di Barberino Tavarnelle, allora importante, per la Repubblica Fiorentina, come piazza di mercato per lo zafferano (come anche San Gimignano), importante non solo come condimento ma anche come colorante giallo per le stoffe).
L'albergo, situato nell'odierna via Roma,  presenta una piccola corte interna a 2 piani, con archi a tutto sesto e con le camere disposte intorno ad ogni piano. Il piano più in alto, il quale ha un'altezza inferiore rispetto al primo piano e al piano terra, non presenta archi, ma soltanto trabeazioni.  Per salire nelle camere è presente una scalinata che si sviluppa dal piano terra fino all'ultimo piano ed è visibile dagli archi aperti. In basso vi era un'osteria. La struttura della “covona” è identica a quella dell’albergo di Marcialla.

All'esterno vi è una lapide dove gli Otto di Balia (controllo stradale) vietano di giocare a pallone per far riposare chi viaggia.

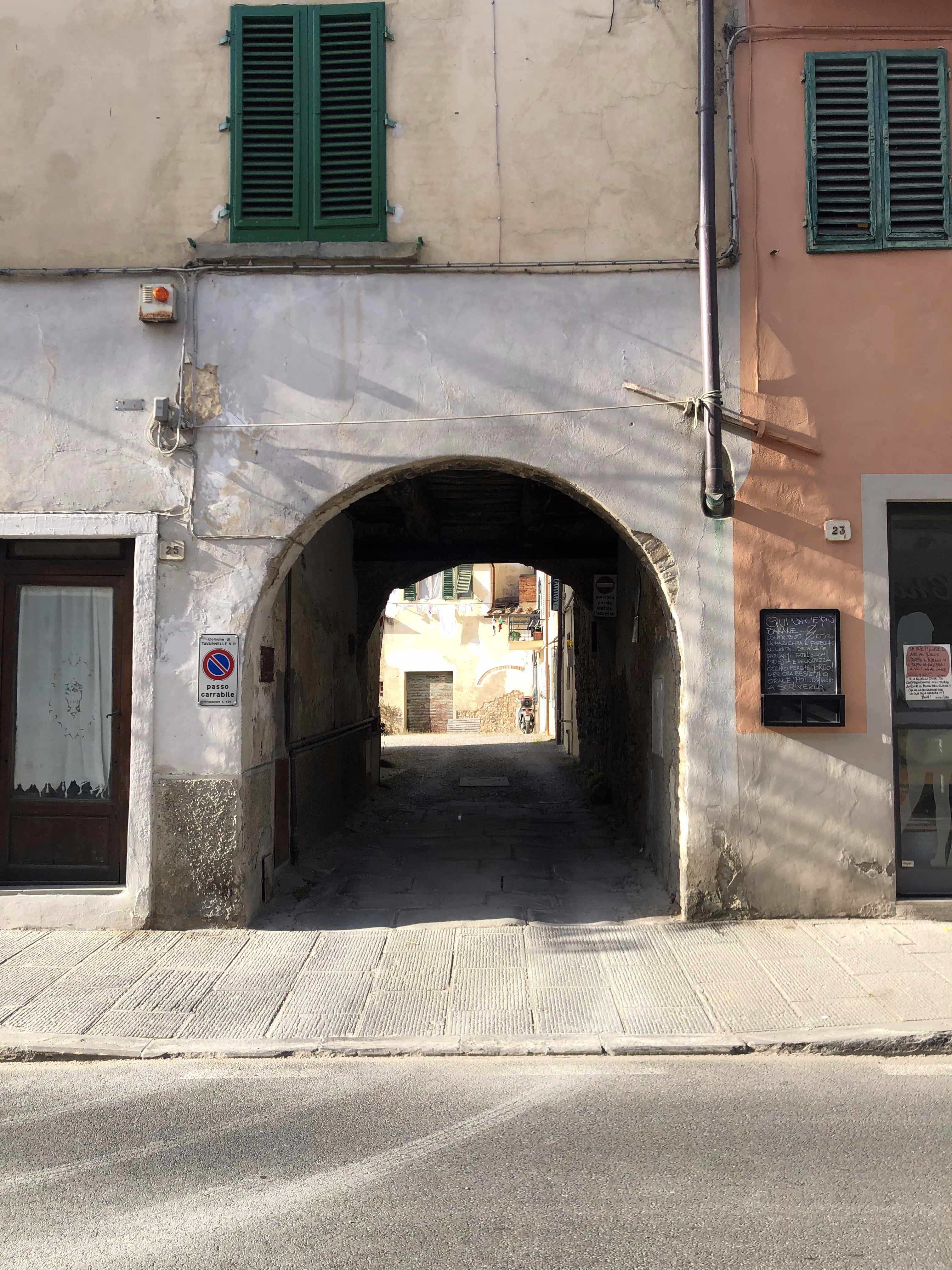
Ingresso Ortone

##### Ortone
Adiacente alla struttura vi sono le stalle, note come Ortone, dove si poteva far riposare e cambiare i cavalli oppure attaccarne al carro un altro (per effettuare trapelo o bilancino. Anche la struttura dell'ortone si presenta come una corte, dalla quale si può accedere attraverso un arco, comunicante con la strada. Intorno alla corte, delimitate anch'esse da archi, vi sono le stalle.

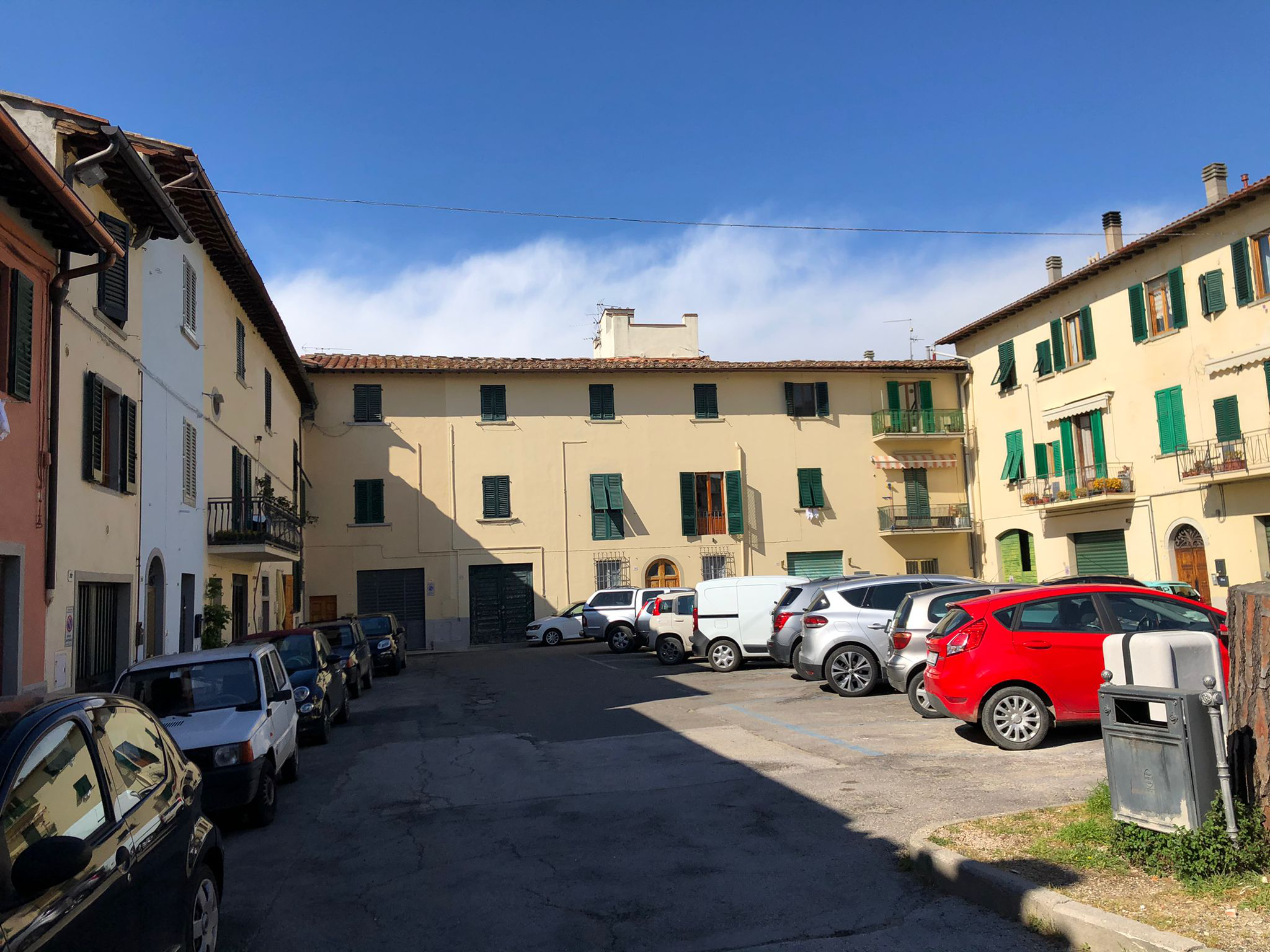
Piazza Vecchia

##### Fondaccio
Il Fondaccio, odierna Piazza Vecchia, è il luogo adibito al carico-scarico delle merci, come si può notare, anche, dal marciapiede rialzato. Nel palazzo della piazza vi risiedevano le guardie del granduca prima e le guardie regie dopo.
Anche Marcialla, come il Fondaccio, aveva un rialzo dove effettuare il carico e lo scarico delle merci dai carri.

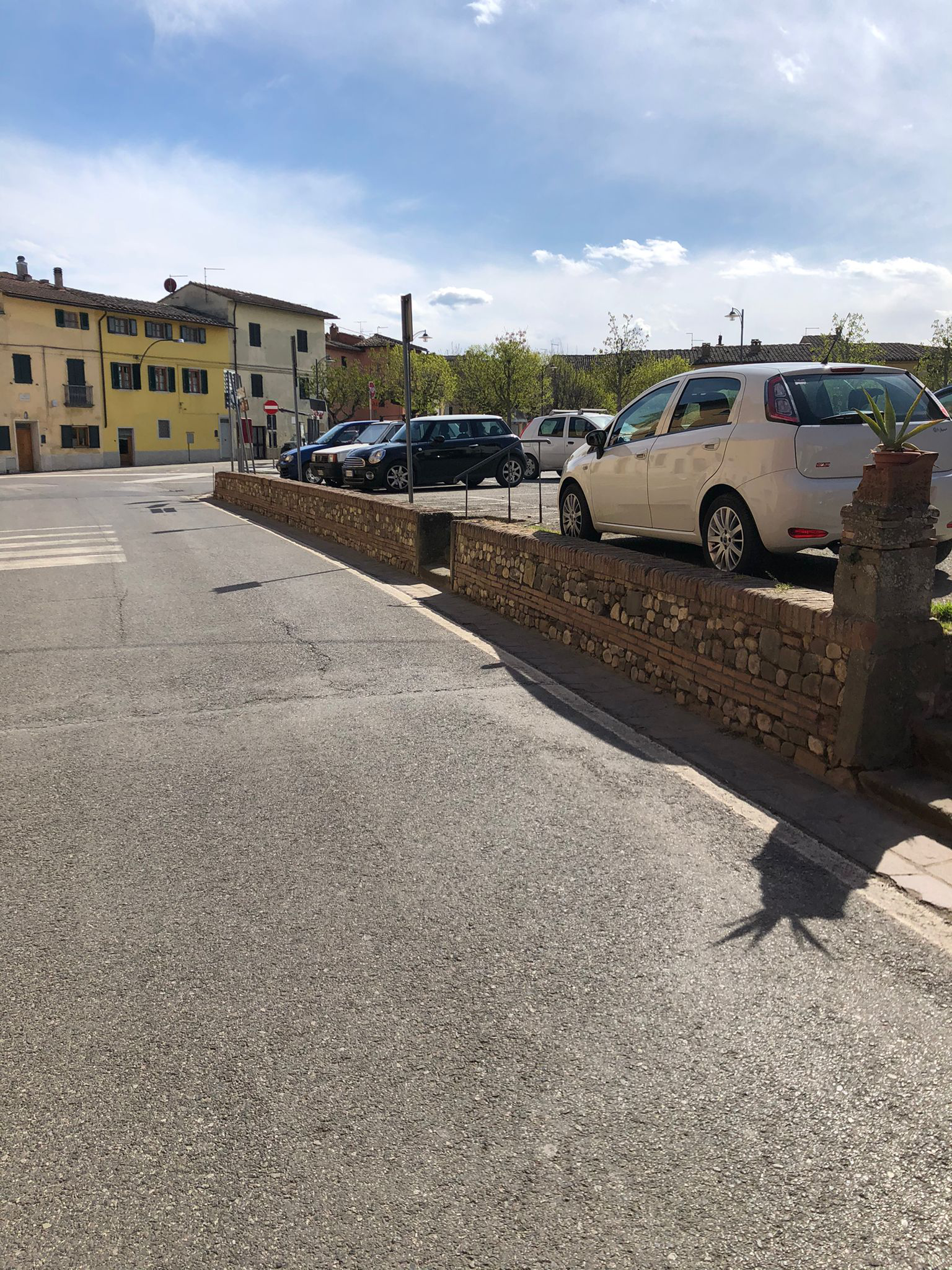
Piazza Marcialla

## Società

### Evoluzione demografica
Sono qui riportati gli abitanti dell'ex comune di Tavarnelle Val di Pesa fino al 2011.
Abitanti censiti

## Cultura

### Istruzione

#### Musei
- Museo di arte sacra

## Amministrazione
Di seguito è presentata una tabella relativa alle amministrazioni che si sono succedute nell'ex comune di Tavarnelle Val di Pesa fino alla sua abolizione il 31 dicembre 2018.
| Periodo        | Periodo          | Primo cittadino     | Partito                            | Carica  | Note   |
| -------------- | ---------------- | ------------------- | ---------------------------------- | ------- | ------ |
| 12 giugno 1985 | 26 luglio 1990   | Adelmo Franceschini | Partito Comunista Italiano         | Sindaco | [ 11 ] |
| 17 agosto 1990 | 2 aprile 1993    | Giordano Suppini    | Partito Democratico della Sinistra | Sindaco | [ 11 ] |
| 31 maggio 1993 | 24 aprile 1995   | Sonia Lensi         | Partito Democratico della Sinistra | Sindaco | [ 11 ] |
| 24 aprile 1995 | 14 giugno 1999   | Oreste Torre        | Progressisti                       | Sindaco | [ 11 ] |
| 14 giugno 1999 | 14 giugno 2004   | Stefano Fusi        | centro-sinistra                    | Sindaco | [ 11 ] |
| 15 giugno 2004 | 8 giugno 2009    | Stefano Fusi        | centro-sinistra                    | Sindaco | [ 11 ] |
| 8 giugno 2009  | 25 maggio 2014   | Sestilio Dirindelli | centro-sinistra                    | Sindaco | [ 11 ] |
| 25 maggio 2014 | 31 dicembre 2018 | David Baroncelli    | centro-sinistra: Tavarnelle        | Sindaco | [ 11 ] |

### Gemellaggi
- Gagny[senza fonte]
- Hatvan[senza fonte]
- Fălticeni[senza fonte]
- Minden[senza fonte]
- Tangermünde[senza fonte]

## Sport
Dal 1927 al 2006 la località ha avuto una propria squadra di calcio, l'A.C. Libertas Tavarnelle, che ha raggiunto quale maggior successo la Serie D. Sede delle gare interne era lo stadio comunale di Tavarnelle, tra il centro storico e località Chiostrini. 
Nel 2006 il club si è fuso con l'A.C. San Donato di San Donato in Poggio, dando origine al San Donato Tavarnelle, che nel 2022 ha raggiunto per la prima volta il calcio professionistico, ottenendo la promozione in Serie C.